# Renato Tavella
Renato Tavella (Torino, 16 luglio 1947) è uno scrittore italiano.
Pubblica da anni con la Newton & Compton e collabora con quotidiani, periodici, radio e televisioni.

## Biografia
Vive e lavora a Torino. Dopo le giovanili esperienze calcistiche nella Juventus, vestendo anche la maglia azzurra della Rappresentativa Nazionale, si è dedicato all'attività editoriale.
Il libro d'esordio è "Nel Paese di Giocapalla" (disegni di Anna Laura Pasotto), un libro per l'infanzia, pubblicato nel 1986, che coinvolge nel progetto le scuole primarie di diverse città italiane.
Due anni dopo esce "Capitan Valentino", biografia di Valentino Mazzola, mentre nel 1989 torna in libreria con un altro libro per l'infanzia: "Sei favole e una torta", illustrato da Melanton, con cui vince il Premio città di Bordighera – 42º Salone Internazionale.
Nel 1994 inizia la collaborazione con la Newton & Compton: esce il “Romanzo del Grande Torino”, scritto insieme a Franco Ossola, che ripercorre l'epopea della squadra perita a Superga. L'opera si è aggiudicata il Premio Selezione Bancarella Sport 1995 e il Premio Coni 1994, ed ha continuato ad essere rieditata negli anni; nel 2005 ha ispirato la fiction trasmessa dalla Rai.
Con “Cento anni di calcio italiano”, scritto anch'esso insieme ad Ossola, ha nuovamente vinto nel 1998 il Premio Selezione Bancarella Sport ed il Premio Paladino d'oro della città di Palermo.
Nel 1999 esce "Il calcio di borgata - Storia del 'Balon' all'ombra della Mole", edito dal Punto e l'anno dopo "Le fatiche di Ercole", biografia di Ercole Rabitti.
Con la Newton & Compton pubblica anche volumi sulla Juventus di ieri e di oggi: "Dizionario della grande Juventus" uscito nel 2001 , "Nasce un mito: Juventus!" (2004), "101 gol che fanno grande la Juventus" (2010). Nel 2006 esce "Il libro nero del calcio italiano", controstoria del calcio.
Nel 2015 pubblica il libro "Mario Pedrale Seminatore d'Oro bianconero" - la Scuola calcio Juventus nella storia, edita da Il Punto-Piemonte in Bancarella.
Nel 2019 sono stati rieditati "Nasce un mito Juventus", "Il Romanzo del Grande Torino" e "Il Romanzo della Grande Juventus"
L'ultima opera data alle stampe si intitola "Sfida per la vittoria"- storia del calcio italiano durante la guerra e il fascismo, Newton Compton, 2020
È stato insignito nel 1994 del Premio giornalistico “Vladimiro Caminiti” e nel 2010 del Premio San Giovanni della città di Torino dell'Associassion Piemontèisa.

## Opere
- Nel Paese di Giocapalla, Graphot Editrice, 1986
- Capitan Valentino, Graphot editrice, 1988
- Sei favole e una torta, Graphot editrice, 1989
- Settant'anni del Barcanova, Unione sportiva Barcanova, 1991
- Il Romanzo del grande Torino, Newton & Compton,  scritto insieme a Franco Ossola,  1994
- Breve storia della grande Juventus, Newton & Compton, scritto insieme a Franco Ossola, 1995
- Breve storia del Torino Calcio, Newton & Compton, scritto insieme a Franco Ossola, 1995
- Il romanzo della grande Juventus, Newton & Compton, scritto insieme a Franco Ossola,  1997
- Un uomo, un giocatore, un mito: Valentino Mazzola, Graphot editrice, 1998
- Cento anni di calcio italiano, Newton & Compton, scritto insieme a Franco Ossola, 1998
- Il calcio di borgata – Storia del “Balon” all'ombra della Mole, Il Punto,  1999
- Le fatiche di Ercole - biografia curata per conto di Ercole Rabitti, Il Punto, 2000
- Dizionario del calcio italiano a cura di Marco Sappino, Baldini & Castoldi, 2000 Collaborazione
- 35 anni del Football club Borgaro Torinese 1965, 2000
- Dizionario della grande Juventus, Newton & Compton, 2001
- Nasce un mito: Juventus!, Newton & Compton, 2004
- Il libro nero del calcio italiano, Newton & Compton, 2006
- 101 gol che fanno grande la Juventus, Newton & Compton, 2010
- Il romanzo della Grande Juventus, Newton & Compton, 2014
- Mario Pedrale "Seminatore d'Oro bianconero" — la Scuola calcio Juventus nella storia, Il Punto - Piemonte in Bancarella, 2015
- Sfida per la vittoria - storia del calcio italiano durante la guerra e il fascismo, Newton Compton, 2020

## Premi e riconoscimenti
1989 Premio Città di Bordighera – 42º Salone Internazionale per “Sei favole e una torta”

1994 Premio giornalistico “Vladimiro Caminiti”

1995 Premio Selezione Bancarella Sport per “Il Romanzo del Grande Torino”

1995 Premio Coni per “Il Romanzo del Grande Torino”

1998 Premio Selezione Bancarella Sport per “Cento anni di calcio italiano”

1998 Premio Paladino d'oro della città di Palermo per “Cento anni di calcio italiano”

2010 Premio San Giovanni della città di Torino dell'Associassion Piemontèisa

## Filmografia
Liberamente tratta dal Romanzo del Grande Torino, nel 2005 è stata realizzata la fiction televisiva Rai Il Grande Torino, per la regia di Claudio Bonivento, interpretata tra gli altri da Beppe Fiorello, Tosca D'Aquino e Remo Girone, con la partecipazione di Michele Placido.
Nel 2012 ha ideato e curato il film documentario Sulle orme del Grande Torino, prodotto dalla “Fischio D'Inizio Produzione s.a.s”, con la direzione editoriale di Hervè Bricca e la regia di Raffaele Posa.